# C. K. Prahalad

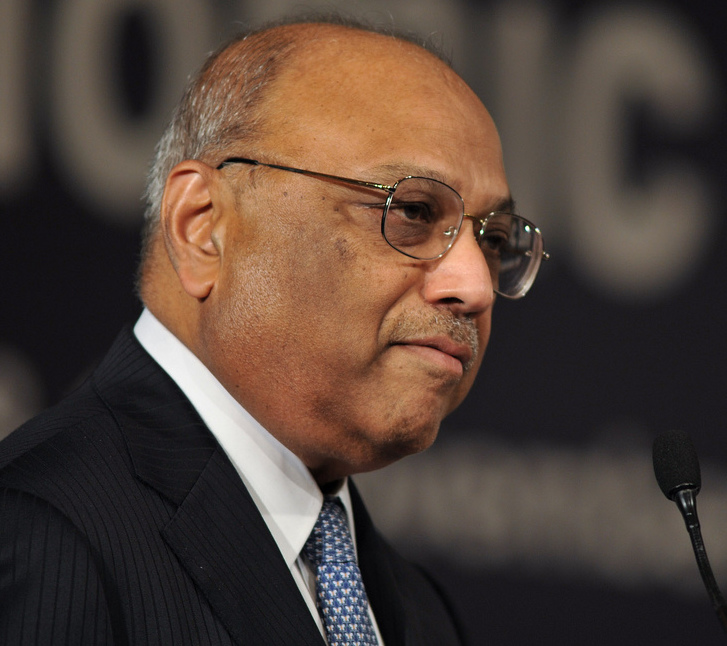
C. K. Prahalad en 2009.

Coimbatore Krishnarao Prahalad (8 de agosto de 1941 – 16 de abril de 2010) fue un profesor universitario en la Ross School of Business, dentro de la Universidad de Míchigan.
Fue conocido como el padre del concepto de la fortuna en la base de la pirámide.